# Matt Vogel
Pour les articles homonymes, voir Vogel.
Matthew Haynes Vogel dit Matt Vogel, né le 3 juin 1957 à  Fort Wayne, est un nageur américain.

## Carrière
Matt Vogel crée la surprise lors des Jeux olympiques de 1976 se tenant à Montréal en remportant la finale du 100 mètres papillon. Il est aussi médaillé d'or du relais 4×100 mètres quatre nages. Il a la particularité d'être le seul champion olympique de natation à ne pas avoir battu de record du monde individuel lors de ces Jeux.
Il intègre l'International Swimming Hall of Fame en 1996.